# Lenvik
69°13′55″N 17°58′51″Ø / 69.23194°N 17.98083°Ø
Lenvik kommune (samisk: Leaŋgáviika gielda) er  en tidligere kommune der ligger på øen Senja i Troms og Finnmark fylke i Norge.  Ved kommunereformen i Norge 2020 blev den  sammen med de andre kommuner på Senja, Berg, Torsken og  Tranøy  samlet til kommunen Senja.
Den grænser i nord til Norskehavet og fjorden Malangen – på den anden side af Malangen ligger kommunenerne Tromsø og Balsfjord i hhv. nord og nordøst. I sydøst grænser Lenvik til Målselv, i syd til Sørreisa, og i vest til Tranøy og Berg. Ca. 60% af kommunens areal ligger på Senja, mens resten ligger på fastlandet.
Administrationscentret ligger i byen Finnsnes; nord for denne ligger det 1.003 m. høje bjerg Kistefjellet.

## Tusenårssted
Kommunens tusenårssted er Finnsnesvannet og Arvid Hanssens plads. Arvid Hanssens plads er et lille torv foran kulturhuset.

## Delområder
Lenvik kommune er delt ind i følgende 6 delområder (indbyggertal 2007):
- På fastlandet:
  - Rossfjordområdet (985)
  - Bjorelvnesområdet (448)
  - Finnsnesområdet (5246)
- På Senja:
  - Silsandområdet (2583)
  - Gibostadområdet (906)
  - Stønnesbotn/Øyfjordområdet (832)